# Alexander Alexejewitsch Rehbinder

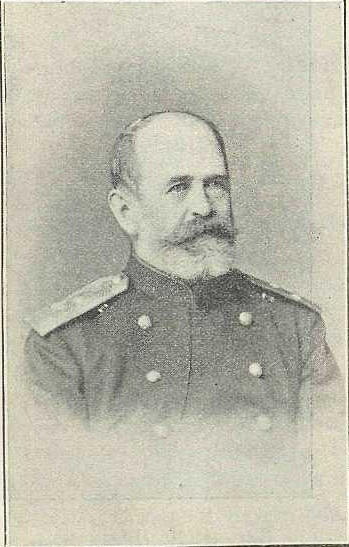
Alexander Alexeïevitch Rehbinder

Alexander Alexeïevitch Rehbinder , russisch Александр Алексеевич Ребиндер (* 15. Januarjul. / 27. Januar 1826greg.; † 18. Augustjul. / 31. August 1913greg.) war ein deutsch-baltischer Offizier, zuletzt kaiserlich-russischer General der Infanterie.

## Leben

### Herkunft
Alexander Alexeïevitch Rehbinder entstammt einer weitverzweigten deutsch-baltischen Familie. Sein Vater Alexei Maximowitsch Rehbinder [Алексей Максимович Ребиндер] (1795–1869) war russischer Generalleutnant und Unternehmer. Sein Großvater war Otto Friedrich von Rehbinder (* 1750) aus Livland, der mit Übertritt zum orthodoxen Glauben den Namen Maxim Karlowitsch Rehbinder (Максим Карлович Ребиндер) annahm.

### Militärkarriere
Rehbinder trat in das Preobraschensker Leib-Garderegiment ein und stieg bis zum General der Infanterie auf. Er wurde Adjutant des Zaren Alexander II., später Generaladjutant des Großfürsten Wladimir Alexandrowitsch. Rehbinder nahm 1853/56 am Krimkrieg und 1863/64 an den Kämpfen in Polen teil.
Rehbinder erhielt den Alexander-Newski-Orden, den Orden des Weißen Adlers (1883), den Orden des Heiligen Wladimir 3. und 2. Klasse (1865/1878), den Orden des Heiligen Wladimir 3. Klasse (1865), den Orden der Heiligen Anna 1. Klasse (1870), den Sankt Stanislaus Orden 2. und 1. Klasse (1858/1867) und den preußischen Roten-Adler-Orden 2. Klasse.

### Familie
Rehbinder war seit 1862 verheiratet mit Marija Nikolajewna Tolstaja (1838–1906), Tochter des Generals der Infanterie Nikolai Matwejewitsch Tolstoi (1802–1880) und Großenkelin von Fürst Kutusow. Die Kinder des Paares wurden zwischen 1918 und 1923 erschossen, lediglich Sohn Alexei (* 1865) emigrierte und starb 1932 in Deutschland.